# Dino Agote
Dino Sebastián Agote Delgado (Antofagasta, Chile, 30 de junio de 1996) es un futbolista chileno que juega como lateral izquierdo y actualmente se encuentra jugando en Central Norte de la liga local de Antofagasta.

## Trayectoria
Proviene de las inferiores de Universidad Católica, en el año 2015 fue promovido al primer equipo pero no jugó un solo partido, por lo que los dirigentes decidieron enviarlo a préstamo a Rangers de Talca con el fin de que adquiera la experiencia necesaria fuera de San Carlos de Apoquindo, en el 2° semestre del 2016 dejó el club "piducano" para ser nuevamente enviado a préstamo a Deportes Antofagasta.

### Selección Sub-17
Fue parte del plantel chileno que disputó el Sudamericano Sub-17 de 2013 jugado en Argentina, nominado por Mariano Puyol,  donde quedaron eliminados en fase de grupos.
| Torneo                   | Sede      | Resultado      |
| ------------------------ | --------- | -------------- |
| Sudamericano Sub-17 2013 | Argentina | Fase de grupos |

## Clubes
| Club                          | País  | Año       |
| ----------------------------- | ----- | --------- |
| Rangers (Cedido)              | Chile | 2016      |
| Deportes Antofagasta (Cedido) | Chile | 2016-2017 |
| Universidad Católica          | Chile | 2017      |
| Magallanes                    | Chile | 2017      |
| Municipal Mejillones          | Chile | 2018-2020 |